# Яворівський Гук
Яворівський Гук — водоспад в Українських Карпатах, геологічна пам'ятка природи місцевого значення в Україні. Розташований на потоці Стоянів (права притока Рибниці, басейн Пруту), в селі Яворів Косівського району Івано-Франківської області на відстані приблизно 1,1 км від центральної дороги села (автошлях Р 24: Татарів — Кам'янець-Подільський).
Площа 0,1 га. Статус отриманий у 1996 році. Перебуває у віданні Яворівської сільської ради. 
Висота водоспаду бл. 7-8 м. Вище по течії, на відстані приблизно 1,5 км, розташований водоспад Липний (5 м).

## Світлини та відео

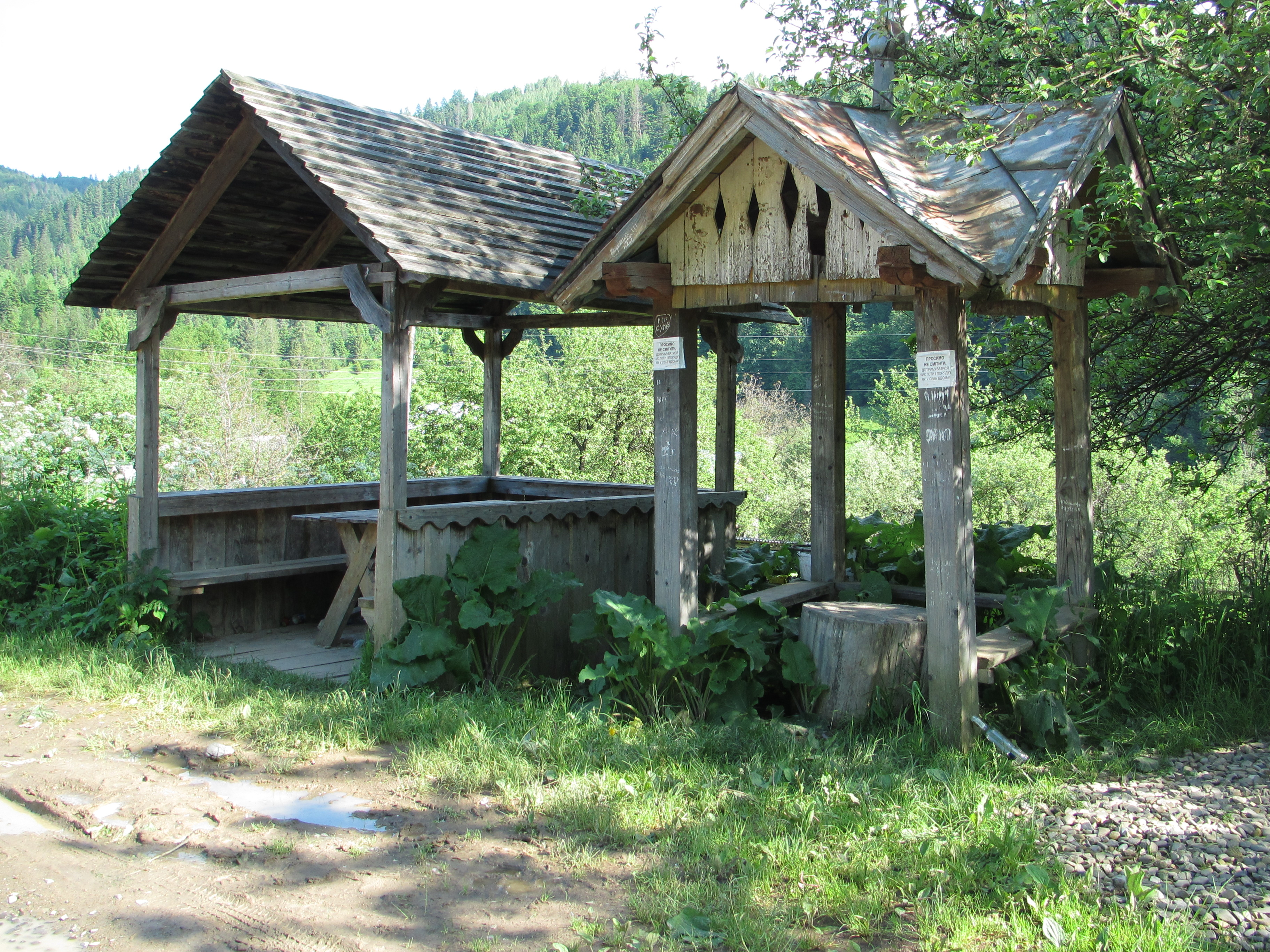
Альтанка. Орієнтир до Яворівського Гука
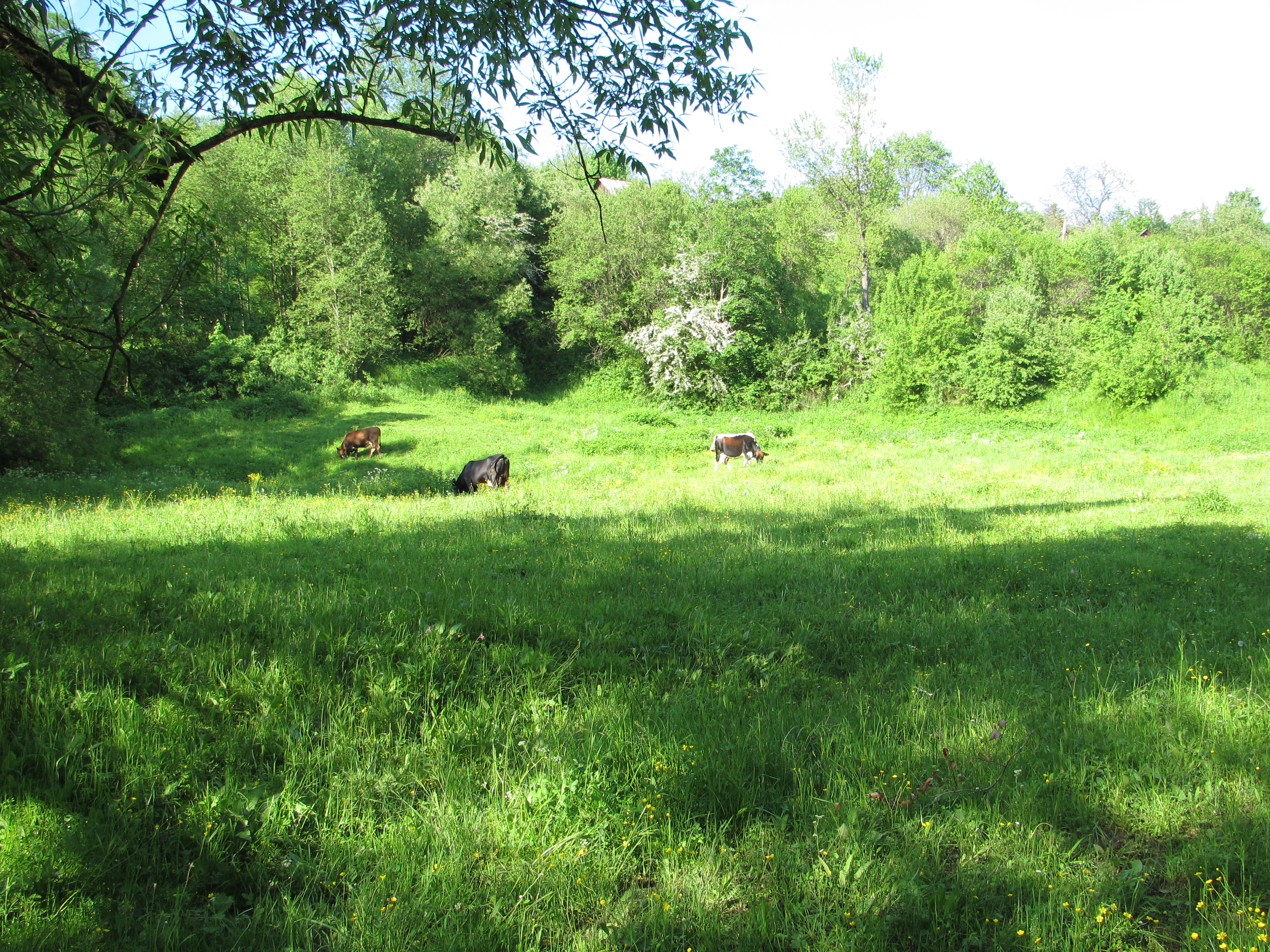
Біля Яворівського Гука
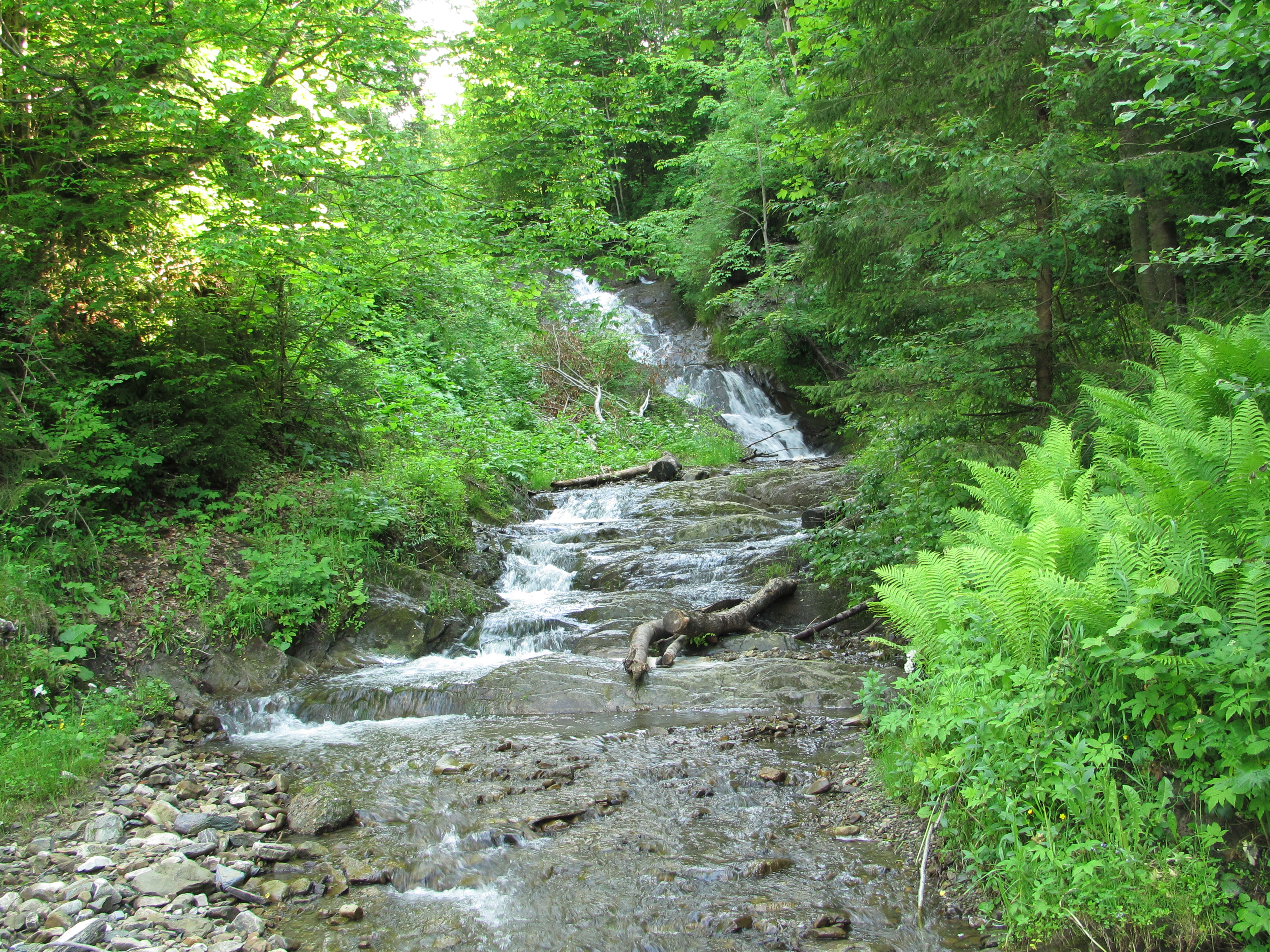
Водоспад Яворівський Гук
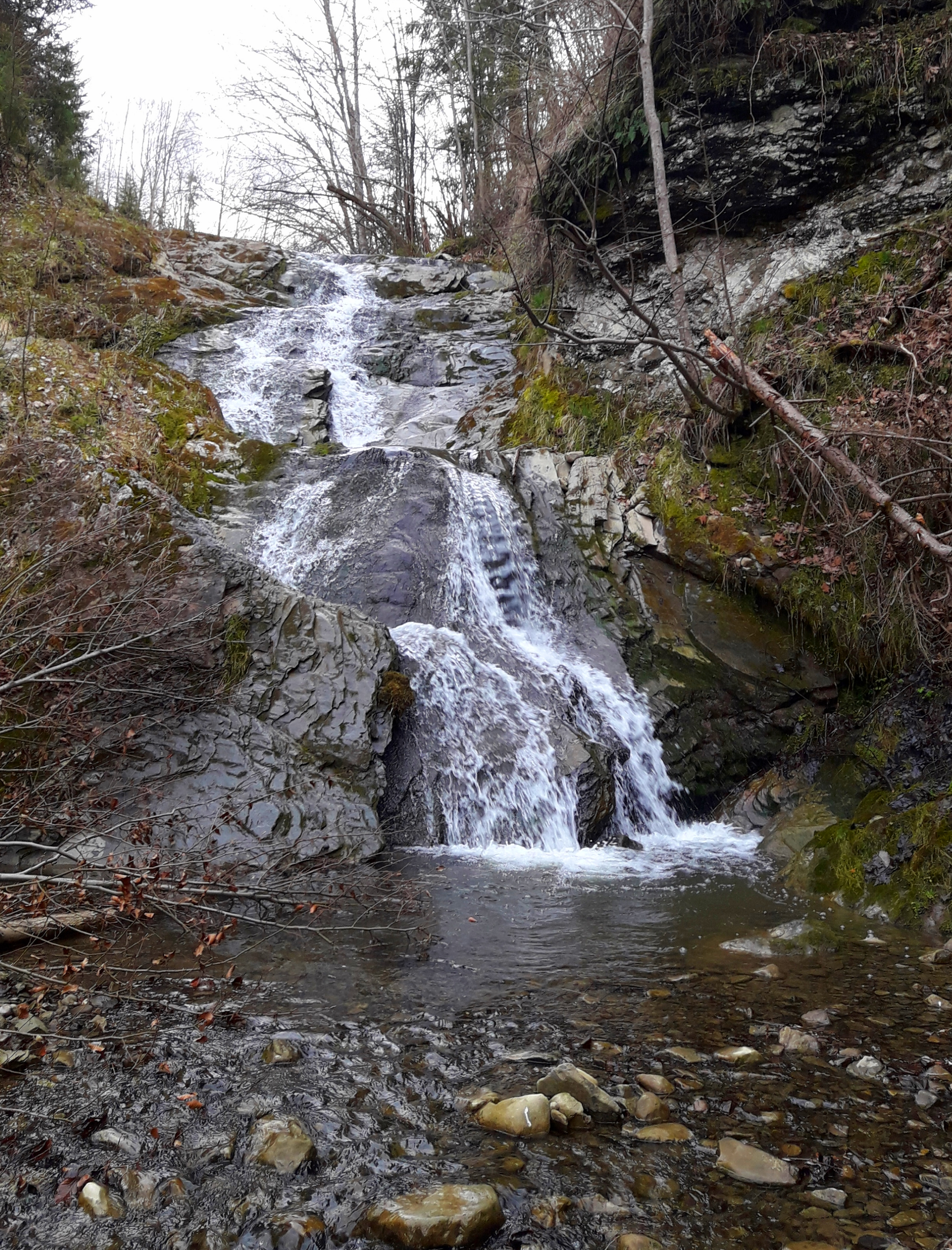
Водоспад навесні
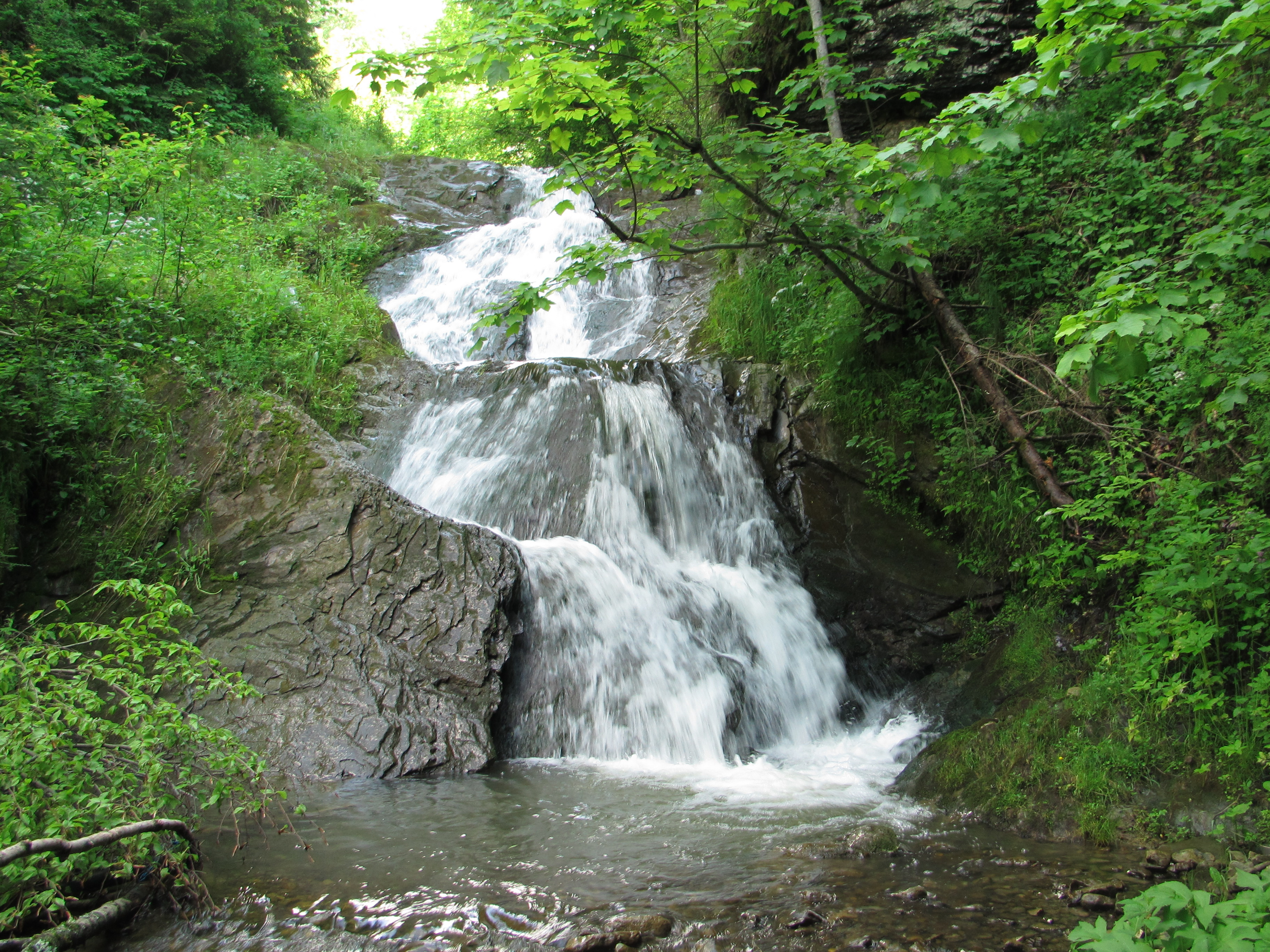
Водоспад влітку
- Відео водоспаду